# Цветочное (Омская область)
Цвето́чное — село в Русско-Полянском районе Омской области России. Административный центр и единственный населённый пункт Цветочинского сельского поселения.

## География
Село находится в юго-восточной части Омской области, в степной зоне, в пределах Ишимской равнины, вблизи государственной границы с Казахстаном, на расстоянии примерно 14 км (по прямой) к юго-востоку от посёлка городского типа Русская Поляна, административного центра района. Абсолютная высота — 126 м над уровнем моря.

### Часовой пояс
Село Цветочное, как и вся Омская область, находится в часовой зоне МСК+3. Смещение применяемого времени относительно UTC составляет +6:00.

## Население
| 2010  | 2011  | 2012  | 2013  | 2014  | 2015  | 2016  |
| ----- | ----- | ----- | ----- | ----- | ----- | ----- |
| 1218  | ↘1214 | ↘1200 | ↗1208 | ↘1199 | ↘1162 | ↘1115 |
| 2017  | 2018  | 2019  | 2020  | 2021  | 2023  |       |
| ↘1095 | ↘1039 | ↘1021 | ↘974  | ↘823  | ↘797  |       |

Половой состав
По данным Всероссийской переписи населения 2010 года, в гендерной структуре населения мужчины составляли 47,6 %, женщины — соответственно 52,4 %.
Национальный состав
Согласно результатам переписи 2002 года, в национальной структуре населения русские составляли 63 % из 1669 чел.

## Улицы
| - ул. 20 лет Целины, - ул. 60 лет Октября, - ул. Владимировская, - ул. Гагарина, - ул. Западная, - ул. Кировская, | - ул. Комсомольская, - ул. Кооперативная, - пер. Лесной, - ул. Молодёжная, - ул. Октябрьская, - ул. Первомайская, | - ул. Пионерская, - ул. Советская, - ул. Степная, - ул. Целинная, - пер. Школьный, - ул. Южная. |